# Agrariusz
Agrariusz – obrońca interesów rolnictwa i rolników, szczególnie większych właścicieli ziemskich. W tym znaczeniu – członek zawodowych związków i stowarzyszeń rolników i ziemian.
W niektórych krajach agrariusze występują jako zorganizowane stronnictwo polityczne, mające na celu obronę interesów, ekonomiczne wzmocnienie i przez to powiększenie wpływów politycznych warstwy rolniczo-ziemiańskiej.